# Carica di Montecieco
La carica di Montecieco (indicata talvolta anche come la balaclava corazzata) fu un episodio della battaglia della Linea Gialla per lo sfondamento della Linea Gotica. La 1ª divisione corazzata britannica attaccò l'altura di Montecieco, pochi chilometri a sud di Rimini, su cui erano attestate a difesa le forze del Kampfgruppe Stollbrock appartenente alla 90.Panzergrendier-Division. I mezzi corazzati britannici, attaccando allo scoperto contro lo sbarramento anticarro tedesco, subirono perdite elevatissime; il giorno successivo la divisione corazzata fu sciolta.

## Le forze in campo

### Tedeschi
Il Kamppgruppe Stollbrok era composto da
- III/361 (Magg. Heinrich Wiese) e I/200 (Cap. Alfred Bottler) (90.Panzer-Grenadier)
- compagnie 2. e 3. del Panzerjäger-Abteilung 190 (S.Ten. Wilhelm Albrecht)
- 3. Artillerie-Abteilung (T.col. Wunderlich)
- reparto di Sturmgeschütz IV (Cap. Christophel) (non è indicata l'entità)

In supporto era previsto l'eventuale invio anche di 8 Panzerkampfwagen V Panther del I/4.Panzer-Regiment e di 8 Panzerkampfwagen IV divisionali.

### Britannici
La 1ª divisione corazzata (1st Armoured Division) (comandata dal Gen. Richard Aymatt Hull) era composta da:
- 2ª brigata corazzata (Gen. Goodbody) su
  - 2nd Dragoons Guard Regiment (Queen's Bays) (T. col. Asquith)
  - 9th Lancers Regiment (T. col. Perry)
  - 10th Hussars Regiment (T. col Kaye)
  - 4th Hussars Regiment (Reparto esplorante corazzato) (T. col. Kidd)
- 18ª brigata corazzata (Gen. Erskine) su
  - 14th Sherwood Foresters Regiment (T. col Gofton Salmond)
  - 9th KYOLI (King's Own Light Infantry) Regiment (Yorkshire Dragoons) (T. col. Linden Kelly)
  - 1st Royal East Kent (Buffs) (T. col. Oliver)
- 43rd Royal Gurka Lorried Brigade (Gen. Baker) su
  - 2/10 Regiment (T. col. Bulfield)
  - 2/6 Regiment (T. col. Yaeates)
  - 2/8 Regiment (T. col. Stewart)
- 1st King's Royal Rifle Corps (KRRC) (battaglione esplorante divisionale)

I "Regiments" che componevano la 1ª divisione corazzata erano in gran parte reggimenti che avevano fatto la storia dell'esercito inglese , il Queen's Bays risaliva al 1635, il 4º Ussari era uno dei reggimenti che avevano partecipato alla carica di Balaclava e i Buffs risalivano all'epoca delle guerre napoleoniche.

## Antefatti
Nel corso della battaglia di San Fortunato, fase conclusiva dell'Operazione Olive sulla costa adriatica, iniziata il 17 settembre 1944 le forze britanniche (a est dello schieramento alleato) avevano come scopo di sfondare le tre linee di difesa della Linea Gialla, ultima linea prima della Pianura Padana. Il 19, con l'appoggio di bombardamenti di artiglieria ed aerei devastanti, le forze britanniche e canadesi riuscirono ad aprirsi un varco fino all'ultima linea di difesa tedesca.
Dato che non esistevano più unità in riserva, Kesselring decise di spostare la 90.Panzergrenadier-Division dall'Emilia alla Romagna. Il generale Ernst-Günther Baade, comandante della divisione, inviò sulla linea il Kampfgruppe Stollbrock con l'incarico di tenere la linea nella zona di Montecieco.

### La geografia
Montecieco si trova sulla via Roveta (ribattezzata dopo la seconda guerra mondiale via Montecieco), che collega la valle dell'Ausa con quella del Marecchia, nel punto in cui questa si immette sulla "via alta" (odierna via Santa Cristina), che collega Rimini a San Marino. La sua posizione è a circa 8 km a sud-ovest di Rimini. Al bivio fra le due strade si ha di fronte un anfiteatro morenico, quindi con pendii non troppo ripidi, che rappresenta l'ultima linea di colli prima della Pianura Padana. Le due alture che dominano l'anfiteatro sono Ca' Cima (sulla sinistra andando da sud a nord) e Quota 153 a destra. Circa 1 km a est di Montecieco si innalza un colle chiamato Arboreta, che domina la via Roveta e che copre il percorso da Montecieco verso Rimini.

### La situazione
Il piano britannico prevedeva l'attacco su Montecieco da parte della 167ª brigata (56ª divisione di fanteria), mentre era previsto che il 4th Hussars effettuasse un'azione aggirante supportando la 43ª brigata gurka (entrambe le unità erano della 1ª divisione corazzata) per occupare Quota 153. I Queen's bays (2nd Dragoon Guards Regiment) avevano l'incarico dell'attacco principale sulla sinistra partendo da Montecieco (che, a quel punto, si supponeva già occupata dalla 56ª divisione) per puntare su Quota 153, considerata la chiave della posizione. Il 19 settembre, dopo un aspro combattimento che vide impegnate anche le brigate di fanteria della 1ª Divisione corazzata, il bivio di Montecieco fu occupato dal 7th regiment Oxford & Buckinghamshire della 167ª brigata. Intanto le forze della 1ª Divisione corazzata raggiungevano Ceriano (Queen's Bays) ed il monte dell'Albereta (9º KOYLI). I difensori tedeschi (871.Infanterie-Regiment e 100.Gebirgs-Regiment) furono costretti a ritirarsi dalla cresta dell'anfiteatro. Tuttavia, causa degli ingorghi per l'attraversamento dell'Ausa, il grosso della 2ª Brigata corazzata raggiungeva la zona di operazioni solo dopo il tramonto, fermandosi a 2 km dal bivio anche per la scarsità di carburante.
Nella notte arrivò a Montecieco il Kampfgruppe Stollbrock (90.Panzergrenadier-Division), che, dopo che Stollbrock aveva ispezionato il fronte nel corso della sera, sferrò un contrattacco la mattina prima dell'alba. Il successo di questo contrattacco portò i tedeschi a rioccupare la cresta con due battaglioni di Panzergrenadier.

## L'attacco alle alture
Appena rioccupate le cime delle alture i tedeschi si accorsero che gli inglesi stavano radunando una forza corazzata nella valle, quindi si affrettarono ad attestarsi a difesa, mentre l'artiglieria apriva un tiro indiretto per disturbare il concentramento nemico.
Alle 7.30 la 1ª Divisione ebbe l'ordine di riprendere le alture su cui si trovavano i tedeschi, il compito spettò al battaglione 2/7 della 169ª brigata (56ª divisione) appoggiato da un troop (plotone di 3 carri) dello squadrone B dei Queen's Bays. La battaglia si svolse essenzialmente entro ed attorno ad un casolare (Ca' Cantoni, a meno di 100 m da Ca' Cima) in cui si erano asserragliate le fanterie tedesche. Intanto l'artiglieria metteva fuori combattimento due dei tre carri dei Bays, mentre il terzo carro riusciva a mettersi al coperto ed appoggiava la fanteria respingendo, almeno per il momento, i tedeschi. Dopo un arretramento di circa 300 m alle 9.25 Stollbrok organizzò un contrattacco che gli permise di riconquistare le posizioni. A quel punto fu presa la decisione critica di attaccare le posizioni tedesche con i carri armati.

### La carica
Il Ten. Col. Asquith si accorse subito del pericolo di una tale decisione, ma la conferma degli ordini arrivò direttamente dal comando del V corpo britannico, l'unica cosa che riuscirono ad ottenere dalla 1ª divisione furono 10 minuti di fuoco di soppressione. La carica fu organizzata con lo squadrone C e lo squadrone B dei Qeen's Bays, appoggiati dai semoventi del 11th RHA (Royal Horse Artillery).
La carica doveva partire dal bivio di Montecieco per dirigere su Quota 153, invisibile, a causa di uno sperone roccioso, dal punto di partenza, gli inglesi avrebbero dovuto percorrere circa 1700 m completamente allo scoperto, offrendo il fianco sinistro alle artiglierie tedesche, appostate a circa 1000 m in linea d'aria.
Alle 10.50 27 carri Sherman partirono per attaccare il nemico, appostato attorno ad un obiettivo invisibile. Il fuoco dei 75 e degli 88 cominciò immediatamente a esigere il suo tributo, con 6 cannoni appostati a sinistra e leggermente arretrati. Alle 11.30 rientrarono nelle linee britanniche solo 3 carri dello squadrone B, con lo squadrone C completamente distrutto mentre dei 52 Sherman che erano in organico ai Queen's Bays ne restavano solo 18 utilizzabili, mentre erano caduti 64 uomini degli equipaggi
A questo punto doveva attaccare il 9th Lancers, ma, appena comparve il primo Sherman, riprese il fuoco delle artiglierie. Alle 12.20 il T. col. Asquith, riferì al Gen. Goodbody che il 9th Lancers era pronto a fare il suo dovere ma che. «fra mezz'ora l'Inghilterra avrà perso un altro battaglione corazzato, se non si adotterà un altro piano d'attacco». Goodbody, senza consultare il comando di corpo, diede ordine di arrestare l'attacco e consolidare le posizioni. Alle 14 il 14th Sherwood Foresters rilevò la posizione, dando il cambio alle forze corazzate, che nel pomeriggio si ritirarono lasciando solo due plotoni del Lancers a protezione della fanteria.

### L'attacco di fianco
Mentre i Queen's Bays erano impegnati dalle forze tedesche, il 4th Hussars a mezzogiorno, partendo dall'Arboreta, attaccò Quota 153, con due squadroni appoggiati da fanterie, riuscendo infine ad occupare la posizione alle 18.30 dopo aver catturato un Panther e due Sturmgeschütz IV.

### La ritirata tedesca
Mentre a Montecieco la 90.Panzergrenadier teneva le posizioni, sulla costa i canadesi del 48th Highlanders erano arrivati a Rimini, che verrà occupata il giorno successivo dalla 3ª brigata da montagna greca, mentre più all'interno il 314º reggimento turkmeno era stato fatto a pezzi dai canadesi che stavano avanzando fino al Marecchia con il Princess Patricia CLI (Canadian Light Infantry). A quel punto non aveva più senso tenere la posizione di Montecieco, quindi, nel corso della notte, il Kampfgruppe Stollbrok si ritirò in buon ordine.

## Conseguenze
Mentre il 21 settembre mattina i greci entravano a Rimini ed i canadesi superavano l'ultimo crinale che li separava dalla Pianura Padana, Goodbody comunicò a tutti gli ufficiali che la 1ª Divisione Corazzata sarebbe stata sciolta e che la 2ª brigata corazzata sarebbe stata trasformata in brigata autonoma sotto il comando del generale Combe.

## Considerazioni
Goodbody fu il capro espiatorio per il fallimento della carica, anche perché non fu in grado di esprimere chiaramente la situazione ai comandi superiori che confermarono una serie di ordini che, visti da chi stava operando sul campo di battaglia, erano assurdi, ma nell'esercito britannico gli ordini venivano eseguiti senza la possibilità di essere adeguati alla situazione effettiva.